# Philippe de Hohenlohe-Neuenstein
Philippe de Hohenlohe-Neuenstein (né le 17 février 1550 – mort le 6 mars 1606 à IJsselstein), Comte de Hohenlohe-Langenbourg, est un général de la République des Provinces-Unies. Il assure l'intérim du stahoudérat de Hollande et de Zélande à la mort de Guillaume le Taciturne, mais l'année suivante les États Généraux, à l'instigation de van Oldenbarneveldt, lui préférèrent Maurice de Nassau.

## Biographie

Philippe de Hohenlohe

Fils du comte Louis-Casimir de Hohenlohe-Waldenbourg et d'Anne de Solms-Lich, Philippe de Hohenlohe, dit « Hollock », devient le lieutenant-général de Guillaume le Taciturne en Hollande dès 1575. Hohenlohe s'empare de Mont-Sainte-Gertrude (1576), de Steenbergen (1577), de Tholen et de Bréda, puis enfin de Mengen et de Gennep (1599). Il tente de reprendre la ville de Zutphen mais échoue en 1584. En 1590 il répare les fortifications de Bois-le-Duc. Son expérience des combats pousse les États de Hollande à lui confier la charge de stathouder par intérim après l'assassinat de Guillaume d'Orange en 1584, car Maurice d'Orange-Nassau, le fils de Guillaume, est alors trop jeune pour régner.
L'héritier légitime de Guillaume le Taciturne est le prince Philippe-Guillaume d'Orange, mais il est détenu en Espagne. Hohenlohe, lui, fait figure de capitaine intrépide jusqu'à la témérité, et, selon Everhard Reyd, un homme porté sur la boisson. En 1582, Hohenlohe avait demandé à Guillaume d'Orange-Nassau la main de sa fille aînée, Marie de Nassau (1556-1616), mais des difficultés financières avaient conduit à renoncer à cette union. À la mort du stathouder Guillaume, sa fille Marie gère l'héritage et à l'issue du Siège de Breda (1590), elle avait apparemment réuni une somme suffisante pour ses noces. Son mariage aurait fait de Hohenlohe l'un des principaux héritiers de Guillaume d'Orange. Aussi lorsque Maurice devient stathouder de la République, ses relations avec Hohenlohe se détériorèrent : il s'oppose au mariage et à la division de la succession qui allaient en résulter, mais en 1591 les États de Hollande lui donnent tort. Marie de Nassau obtient en dot le comté de Buren, et le 7 février 1595 elle épouse le comte de Hohenlohe. L'union demeure stérile, mais peu avant sa mort, Philippe adopte la comtesse Margrita Maria de Falckenstein, alors âgée de seulement neuf ans.
Hohenlohe sert sous les ordres du stathouder Maurice au cours de la campagne de 1597, marquée par le siège de Groenlo. Maurice jugeait que son beau-frère ne savait pas tenir sa langue, et cessa de lui confier tout commandement, avant de le démettre en 1600 de son grade de lieutenant-général de Hollande et de Zélande.
En 1604, Hohenlohe présente les premiers symptômes d'une paralysie. Il meurt le 6 mars 1606 à IJsselstein. Sa femme le fait inhumer dans la collégiale Saint-Pierre-et-Paul d’Öhringen (Bade-Wurtemberg), le 5 novembre 1606.

## Sources
- Arie van Deursen (2000) Maurits van Nassau. De winnaar die faalde. Amsterdam: Bert Bakker.  (ISBN 90-351-2284-4)
- (nl) E. Swart, « Filips van Hohenlohe », sur De Tachtigjarige Oorlog. De opstand in de Nederlanden., université de Leyde, 2012
- (nl) E. Swart, « Maria van Nassau », sur Digitaal Vrouwenlexicon van Nederland, Instituut voor Nederlandse Geschiedenis, 2007.